# Akissi Monney
Akissi Monney Pauline, née le 25 août 1979, est une judokate ivoirienne.

## Biographie
Akissi Monney remporte la médaille d'argent dans la catégorie des moins de 78 kg aux Championnats d'Afrique de judo 2000 à Alger ; elle dispute la même année les Jeux olympiques de Sydney.
Elle est médaillée de bronze en moins de 78 kg aux Championnats d'Afrique de judo 1998 à Dakar, aux Championnats d'Afrique de judo 2001 à Tripoli et aux Championnats d'Afrique de judo 2002 au Caire. 